# Dylan Whitbread
Dylan Brian Whitbread (* 27. Oktober 1994 in Johannesburg) ist ein südafrikanischer Basketballspieler, der auch die Staatsbürgerschaften Deutschlands und Großbritanniens besitzt.

## Werdegang
Whitbread begann im Alter von 13 Jahren mit dem Basketballsport. Er spielte in Johannesburg für die Schulmannschaft der King Edward VII School. Der Flügelspieler schaffte später den Sprung in Südafrikas U20-Nationalmannschaft. 2011 nahm er an der vom Weltverband FIBA und von der nordamerikanischen Liga NBA veranstalteten Talentsichtung Basketball Without Borders teil.
Im US-Bundesstaat New York studierte Whitbread an der Colgate University und erlangte einen Hochschulabschluss im Fach Physik. Für Colgates Basketballmannschaft bestritt er in den Spieljahren 2016/17 und 2017/18 insgesamt drei Wettkampfeinsätze.
Er kehrte nach Südafrika zurück und spielte in der Liga seines Heimatlandes, der Basketball National League (BNL). Er stand 2019 in Diensten der Mannschaft Egoli Magic und von 2020 bis 2022 der Tshwane Suns. 2019 wurde Whitbread mit Egoli und 2022 mit Tshwane südafrikanischer Meister.
Mit den Cape Town Tigers aus Kapstadt gewann er 2023 erneut den Meistertitel. Er nahm mit Kapstadt 2023 und 2024 auch am Spielbetrieb der Basketball Africa League teil.
Im Oktober 2024 wurde Whitbread vom deutschen Drittligisten Itzehoe Eagles unter Vertrag genommen. Er verließ die Norddeutschen im folgenden Monat wieder.